# Valico di Boboszów-Dolní Lipka
Il valico di Boboszów-Dolní Lipka è un valico di frontiera fra la Polonia e la Repubblica Ceca. Collega i villaggi di Boboszów (in comune di Międzylesie) e di Dolní Lipka (in comune di Králíky).
Il valico è posto lungo l'intersezione tra la strada statale polacca 33 e quella ceca I/43, di cui quest'ultimo funge anche da collegamento con la strada europea E461.